# Suhača (Sanski Most)
Suhača szerb falu Bosznia-Hercegovinában, a Bosznia-hercegovinai Föderáció Una-Szanai kantonjában, Sanski Most községben.

## Fekvése
Bosznia-Hercegovina északnyugati részén, Bihácstól légvonalban 56, közúton 80 km-re keletre, Sanski Mosttól légvonalban 7, közúton 8 km-re északnyugatra fekvő dombos, erdős területen, az azonos nevű patak partján fekszik. A Suhača-patak a Okreč falu határában ered, majd Vrše és Suhača falvakon átfolyva 7 km megtétele után Donji Kamengrad határában ömlik a Bliha folyóba.

## Népessége
| Nemzetiségi csoport | Népesség 1991 | Népesség 2013 |
| ------------------- | ------------- | ------------- |
| Szerb               | 327           | 19            |
| Bosnyák             | 0             | 3             |
| Horvát              | 1             | 0             |
| Jugoszláv           | 5             | 0             |
| Egyéb               | 0             | 0             |
| Összesen            | 333           | 22            |